# Ostoberschlesien

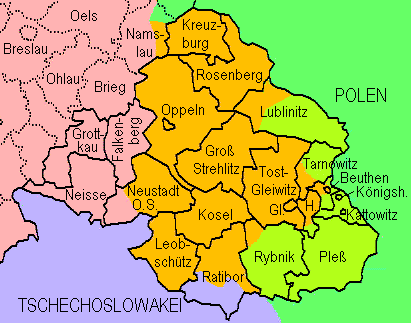
Verwaltungsgliederung Oberschlesien und Teilung 1922:
durchgezogen = Reichsgrenze von 1918 und oberschlesische Kreise,
gepunktet = niederschlesische Kreise,
Polen vor der Teilung Oberschlesiens
Deutsches Reich ohne das oberschlesische Abstimmungsgebiet
Tschechoslowakei einschließlich Hultschiner Ländchen
an Polen gelangter Teil Oberschlesiens
bei Deutschland verbliebener Teil Oberschlesiens

Als Ostoberschlesien (teils auch: Polnisch Oberschlesien) wurde zwischen 1922 und 1945 in Deutschland das Gebiet Oberschlesiens bezeichnet, das nach Abschluss des Deutsch-Polnischen Abkommens über Oberschlesien vom Deutschen Reich an Polen abgetreten wurde. Es umfasste einen wesentlichen Teil des oberschlesischen Industriegebiets. In ihm lagen unter anderem die Städte und Industriestandorte Kattowitz, Königshütte, Laurahütte, Myslowitz, Pleß, Ruda, Schwientochlowitz, Tarnowitz und Teile des Landkreises Beuthen. Für den westlichen, bei Deutschland verbliebenen Teil wurden bisweilen die Bezeichnungen Westoberschlesien oder Deutsch-Oberschlesien verwendet. Im Polnischen war die offizielle Bezeichnung Autonome Woiwodschaft Schlesien üblich, wobei dies über Ostoberschlesien hinaus auch Teile des ehemaligen Österreichisch-Schlesien, namentlich Bielsko-Biała und das Teschener Schlesien, bezeichnete.

## Geschichte

### Entstehung
Anlass für die Abtretung des Gebiets waren die Niederlage Deutschlands im Ersten Weltkrieg und die Wiedergründung Polens als eigenständiger Staat. Während der Pariser Vorortverträge stand unter anderem auch die Abtretung verschiedener preußischer Gebiete an Polen mit großem polnischsprachigem Bevölkerungsanteil zur Debatte. Für Oberschlesien wurde schließlich in Artikel 88 des Versailler Vertrags vereinbart, dass die Frage der territorialen Zugehörigkeit mittels eines Plebiszit zu klären sei. In der Volksabstimmung in Oberschlesien am 21. März 1921 sprachen sich etwa 40 % aller Abstimmenden, jedoch eine Mehrheit der Abstimmenden im östlichen Oberschlesien, für einen Anschluss an Polen aus. In der Folge wurden verschiedene Teilungsvorschläge diskutiert und schließlich im Oktober 1921 ein Kompromissvorschlag des Völkerbunds angenommen.
In den folgenden Monaten handelten Deutschland und Polen das Deutsch-Polnische Abkommen über Oberschlesien aus, das zum 15. Mai 1922 in Kraft trat und vertragsgemäß am 15. Juli 1937 auslief. Das Abkommen regelte einerseits die geordnete und schrittweise Entflechtung der Industrie in Oberschlesien, Übergangsregeln für die von deutschen Verwaltungen an Unternehmen erteilten Lizenzen und Genehmigungen sowie zur Anerkennung von Arbeitgeberverbänden und Gewerkschaften. Andererseits waren Regelungen für die zahlreichen Fragen bezüglich der Staatsangehörigkeit, des Aufenthaltsrechts, des Minderheitenschutzes und der Freizügigkeit enthalten. Die tatsächliche Aufspaltung Oberschlesiens in ein polnisches Ostoberschlesien und das bei Deutschland verbleibende Westoberschlesien entlang der sogenannten Sforza-Linie wurde im Juli 1922 vollzogen.
Die neue Grenze durchschnitt die gewachsene Struktur des oberschlesischen Industriegebiets, die Hochofenanlagen, die weiterverarbeitenden Betriebe und das Schienennetz. Von 67 Steinkohlengruben lagen 53 in Ostoberschlesien, sowie etwa 2200 km² der insgesamt 3000 km² umfassenden Steinkohlenvorkommen, eine Mehrheit der Zinkerzgruben und die gesamte kohlechemische Industrie. Von insgesamt acht oberschlesischen Eisenhüttenwerken mit 37 Hochöfen verblieben drei Werke mit 18 Hochöfen bei Deutschland. Etwa die Hälfte der oberschlesischen Montanindustrie, beispielsweise die Oberschlesische Eisenbahnbedarfs-AG und die Oberschlesische Eisenindustrie AG, waren vom neuen Grenzverlauf betroffen.

### Nationalsozialistische Diktatur

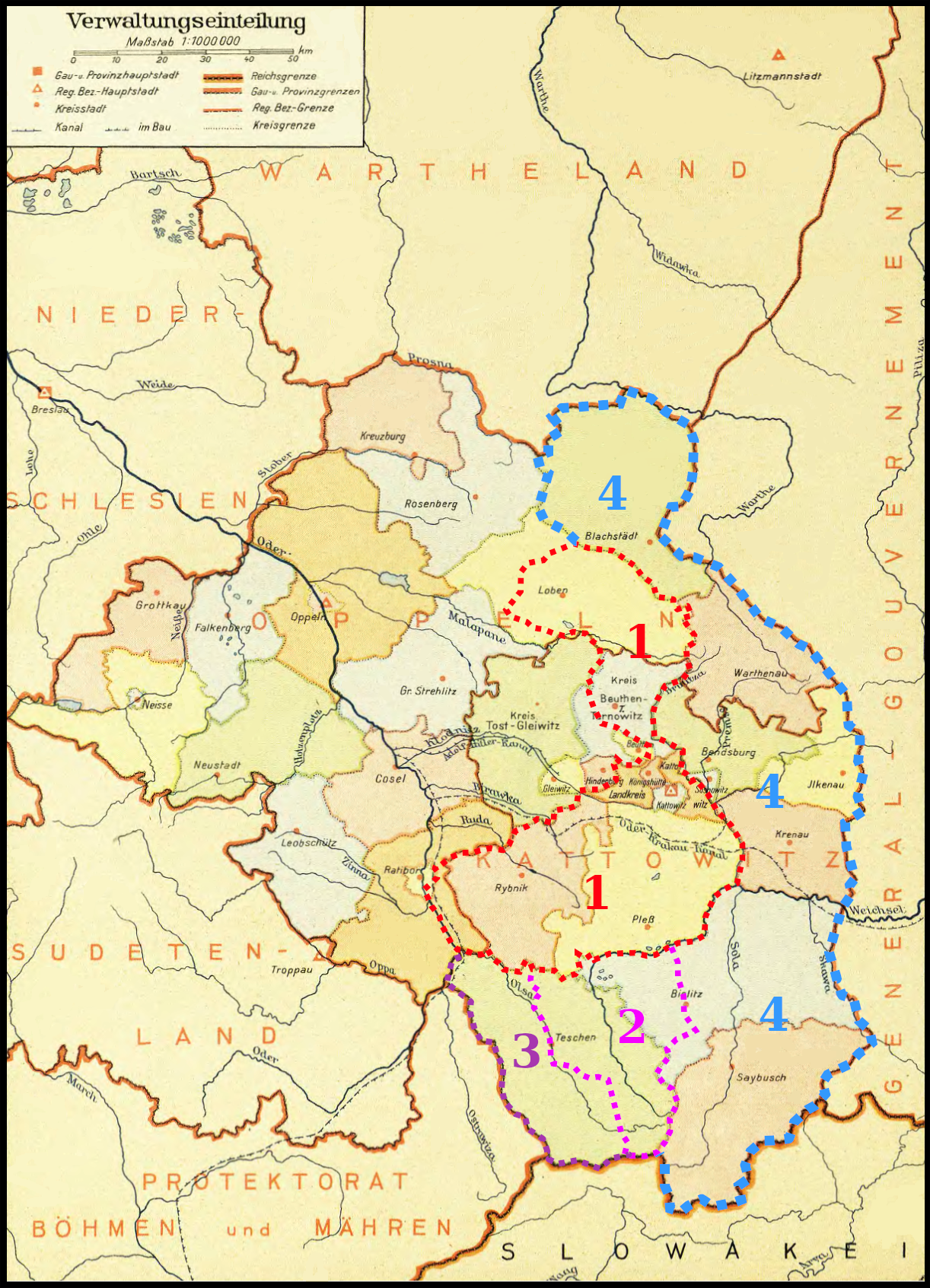
Ostoberschlesien im Zweiten Weltkrieg:
1 – ehemalig preußischer Teil der polnischen Woiwodschaft Schlesien
2 – Teschener Schlesien in der polnischen Woiwodschaft Schlesien
3 – Teschener Schlesien in der Tschechoslowakei
4 – neues „Ostoberschlesien“, vor 1939 Teile der Woiwodschaften Kielce und Krakau

Beim Überfall auf Polen im September 1939 eroberte die Wehrmacht auch Ostoberschlesien. Das Gebiet wurde vom nationalsozialistischem Regime völkerrechtswidrig dem „Großdeutschen Reich“ angeschlossen und dort dem Gau Schlesien beziehungsweise der preußischen Provinz Schlesien angegliedert. Im Jahr 1941 wurden sowohl der Gau als auch die Provinz in einen Nieder- und einen Oberschlesischen Teil aufgeteilt. Dem Gau Oberschlesien wurden bei dieser Gelegenheit neben dem eigentlichen Ostoberschlesien auch weitere besetzte nichtschlesische, historisch polnische Teile der Woiwodschaften Kielce und Krakau zugeordnet, auf die nun ebenfalls die Bezeichnung (neues) Ostoberschlesien angewendet wurde.
In diesem neuen Ostoberschlesien verfolgten die Nationalsozialisten eine Politik der Germanisierung, die an die Schlonsakischen Bewegung anzuknüpfen versuchte. Dies stieß insofern an Grenzen, als sich die Bevölkerung in den kleinpolnischen Teilen nicht als schlesisch identifizierte, sondern als polnisch. Stattdessen wurden Umsiedlungsaktionen wie die Aktion Saybusch durchgeführt, besonders in den Landkreisen Blächstädt, Saybusch und Bielitz (ehemals österreichisch Schlesien). Die Polen wurden in das Generalgouvernement vertrieben, um „Volksdeutsche“ aus Ostgalizien und Buchenland ansiedeln zu können. Junge Männer wurden teilweise als Zwangsarbeiter in das Deutsche Reich verschleppt. Auf diesem Gebiet wurde zudem ab 1940 das KZ Auschwitz eingerichtet, zu dem auch das Vernichtungslager Auschwitz-Birkenau gehörte, in denen bis zu 1,5 Millionen Menschen ermordet wurden. Die zahlreichste jüdische Gemeinde befand sich vor dem Krieg im Dombrowaer Kohlebecken (Sosnowiec und Landkreis Bendsburg).

### Ostoberschlesien nach dem Zweiten Weltkrieg
Im Jahr 1944 erklärte das Polnisches Komitee der Nationalen Befreiung (Polski Komitet Wyzwolenia Narodowego) die preußische Provinz Oberschlesiens für aufgelöst, obgleich es noch keine tatsächliche Kontrolle über das Gebiet ausübte. Die nationalsozialistischen Besatzer Ostoberschlesiens wurden tatsächlich erst in der zweiten Märzhälfte 1945 im Rahmen der Oberschlesischen Operation von der Roten Armee vertrieben. Im Mai 1945 erklärte das Lubliner Komitee auch das Gründungsstatut der Autonomen Woiwodschaft Schlesien von 1920 für aufgehoben. Noch im gleichen Jahr wurde die Woiwodschaft Schlesien begründet. Im Jahr 1950 wurde diese schließlich aufgeteilt, wobei das ehemalige Ostoberschlesien nun Teil der neugegründeten Woiwodschaft Katowice wurde. Im Zuge einer Verwaltungsreform wurde im Jahr 1998 erneut eine Woiwodschaft Schlesien geschaffen, zu der auch das ehemalige Ostoberschlesien gehört. Die Bezeichnung „Ostoberschlesien“ war in Polen stets unüblich und ist heute auch aus dem deutschen Sprachgebrauch weitestgehend verschwunden. Seit den 1990er Jahren ist in Oberschlesien eine wiedererstandene Autonomiebewegung zu beobachten, die sich eine eigenständige Schlesische Identität als Bezugspunkt gewählt hat und dadurch die nationalistischen deutsch-polnische Gegensätze zu überbrücken sucht. 